# 子持村
子持村（こもちむら）は、群馬県北群馬郡にあった村である。
コンニャクが特産品であり、村内では多くのコンニャク畑がみられる。
2006年2月20日に渋川市、北群馬郡伊香保町、小野上村、勢多郡赤城村、北橘村とともに新設合併した。

## 地理
群馬県中部に位置する。利根川と吾妻川に挟まれた地域。
- 河川：利根川、吾妻川

## 沿革
- 1889年　町村制施行に伴い、西群馬郡に長尾村・白郷井村が誕生。
- 1896年　西群馬郡と片岡郡が合併し、群馬郡が誕生した事により群馬郡長尾村・白郷井村となる。
- 1949年　群馬郡より北群馬郡が分立し、北群馬郡長尾村・白郷井村となる。
- 1960年　長尾村と白郷井村が合併し、子持村となる。
- 2006年　伊香保町・小野上村・渋川市および勢多郡北橘村・赤城村と合併し、新たな渋川市が発足。

## 交通

### 道路
- 一般国道
  - 国道17号：道の駅こもち
  - 国道291号（当時は村内を通る全区間が国道17号重複）

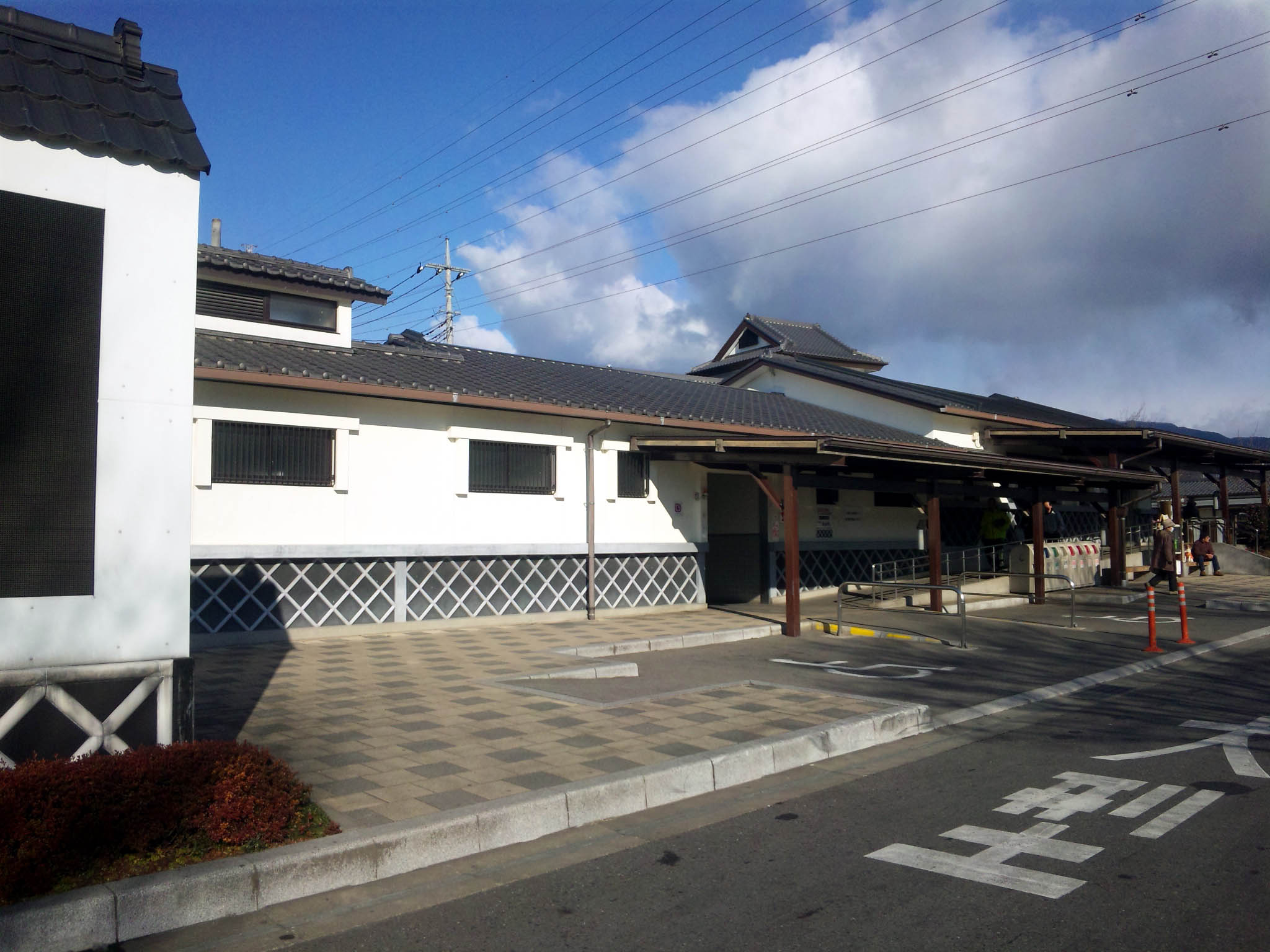
道の駅こもち

  - 国道353号
- 群馬県道（路線名は当時のもの）
  - 群馬県道36号渋川新治線
  - 群馬県道70号大間々子持線
  - 群馬県道158号宮田吹屋線

- 道の駅こもち

## 出来事
- 1974年、周辺の4町村とともに日本鉄道建設公団に対して人件費などの補償を求めた。当時、上越新幹線のトンネル工事が最盛期にあたり、ダンプカーなどの工事車両の通行や水枯れ、農作物被害などの問題が発生。新幹線の恩恵が全く無いにもかかわらず、村役場の職員80人のうち30人が対応を強いられたことなどが理由である[1]。

## 史跡
- 白井城（県指定史跡）